# Kosd
Kosd là một thị trấn thuộc hạt Pest, Hungary. Thị trấn này có diện tích 34,08 km², dân số năm 2010 là 2516 người, mật độ 74 người/km².